# Авторський нагляд за розробкою
А́вторський на́гляд за розро́бкою — контроль з боку організації-автора за реалізацією технологічної схеми (проекту) дослідної, дослідно-промислової експлуатації, промислової розробки об’єкта, з обґрунтуванням (за необхідністю) уточнень у прийняті технологічних рішень.